# IBM Storyboard Plus
IBM Storyboard Plus war ein Programmpaket zur Grafikbearbeitung und Präsentation, das IBM im Jahr 1987 veröffentlichte. Schwerpunkt der Programme im Paket war die Erstellung von Geschäftspräsentationen. Besonderheiten sind unter anderem die Möglichkeit zur Interaktion sowie die Nutzung von Sprites, die per Script frei über dem graphischen Hintergrund bewegt werden konnten. Das Programmpaket erschien für den IBM PC unter den Betriebssystemen MS-DOS und OS/2.
IBM stellte den Verkauf von Storyboard Plus im April 1993 ein.
Die Software-Suite bestand aus einer Reihe von miteinander integrierten Programmen:
- Picture Maker: ein graphischer Editor und Zeichenprogramm
- Picture Taker: ein Programm zur Erstellung von Screenshots
- Story Editor: zur Erstellung von interaktiven und animierten Präsentationen, den sogenannten „Stories“
- Story Teller: zur Präsentation der „Stories“